# Floriano Zurowski
Floriano Zurowski (Przemyśl, 11 de mayo de 1806 - siglo XIX), nacido como Florian Von Zurowski, fue un marino, ingeniero y agrimensor de origen polaco que sirvió en las armadas de Austria, Venecia y Buenos Aires, cuya escuadra comandó durante los comienzos de la guerra entre la Confederación Argentina y el Estado de Buenos Aires.

## Biografía
Floriano Zurowski (Florian Von Zurowski) nació el 11 de mayo de 1806 en Przemyśl, Galitzia, provincia polaca ocupada en ese entonces por el Imperio de Austria.
Hizo sus primeros estudios en su pueblo natal, y en 1820 ingresó a la Facultad de Ingeniería de Viena. El 11 de octubre de 1826 pasó a servir en el ejército austríaco como cadete del Regimiento de Infantería N.º 7 y en 1828 se alistó en la marina de guerra del Imperio austríaco.
El 2 de noviembre de 1843 fue promovido al grado de teniente de fragata. En el marco las revoluciones de 1848, el 22 de marzo de ese año una revuelta popular ("Los cinco días de Milán") obligó a los austríacos a transferir el dominio del Reino de Lombardía-Venecia a la ciudad de Milán, que se convirtió en sede de un gobierno provisional conocido como Governo Provvisorio della Lombardia. El día siguiente, Venecia también se alzó contra la dominación austriaca, formando el Governo Provvisorio di Venezia. 
Floriano Zurowski pasó al servicio de la armada véneta. Con el grado de teniente y al mando del bergantín Crociato (16 cañones), integró la División Naval de Operaciones comandada por el capitán de corbeta Achille Bucchia, agrupación principal de la escuadra de Venecia al mando del almirante Leone Graziani. 
Tras la derrota de los ejércitos del Piamonte-Cerdeña en la batalla de Custozza (24 y 25 de julio de 1848), Venecia fue asediada. Finalmente, las tropas austriacas entraron en Milán el 6 de agosto y en Venecia el 24 de agosto de 1849.
Zurowski fue dado de baja del servicio en 1850 y el siguiente año se trasladó al Río de la Plata instalándose en la ciudad de Buenos Aires.
Tras el derrocamiento del gobernador de Buenos Aires Juan Manuel de Rosas, las fuerzas de la Confederación Argentina al mando del gobernador de la provincia de Entre Ríos Justo José de Urquiza pronto debieron enfrentar la secesión del Estado de Buenos Aires promovida por sus aliados en el pronunciamiento. 
La mayoría de los marinos de prestigio permanecieron leales a la escuadra nacional, lo que dificultó la organización de una escuadra en Buenos Aires. El 7 de febrero de 1853 Zurowski fue designado con el grado de coronel para el puesto de comandante en jefe de las fuerzas marítimas de la Provincia de Buenos Aires dependiendo del ministro de Guerra y Marina general José María Paz y de la Comandancia General de Marina. Fue nombrado como su ayudante y secretario el capitán Alejandro Murature.
Zurowski aceptó reconocido el cargo asegurando en su nota de aceptación del mismo día 7 que "seria feliz si pronto podía acreditarle su gratitud mereciendo asociar su nombre á los dignos defensores de la civilización y libertad del gran Pueblo de Buenos Aires".
La escuadra de Buenos Aires era superior a la nacional. Estaba compuesta del bergantín de 223 tn Enigma, con 6 cañones de a 20, 4 de a 18 y 2 de a 10, buque insignia al mando del sargento mayor Guillermo Turner, del lugre 11 de Septiembre, con 9 piezas calibre de 20 y 24 (comandante Pieralini), del bergantín goleta Mayo, de 4 piezas calibre de 20 y 8 (comandante Pérez), bergantín goleta Chacabuco, de 5 piezas de 20 a 8 (comandante Pitaluga),  de la goleta Santa Clara, de 5 cañones de 18 a 12 (comandante José Murature), pailebot 9 de Julio, de 3 piezas calibre de 16 a 4 (comandante Fidanza), una ballenera y un lanchón con una pieza de a 4.
Las fuerzas navales de la Confederación se componían en esos momentos del vapor Correo, con 8 piezas de a 10 y 12, del vapor Constitución, de dos piezas de a 20, adquirido en Montevideo, del vapor La Merced, con dos piezas de a 8, y del bergantín goleta Maipú, con siete piezas de a 16. 
Zurowski enarboló su insignia en el bergantín Enigma y zarpó para enfrentar la escuadra de la Confederación en las cercanías de la isla Martín García. Sin embargo, la escuadra rebelde fue sorprendida por las fuerzas nacionales a la altura de la isla de Hornos, entre Martín García y los cerros de San Juan, el 18 de abril de 1853. 
Durante el Combate de Martín García (1853), el Enigma abrió fuego por el flanco derecho, y en esta descarga se desmontaron cuatro carroñadas del referido flanco.
Zurowski recuerda en su parte que "á la primer descarga de la batería del Enigma casi todos los oficiales ingleses desaparecieron de cubierta quedando solamente el Comandante Turner con el objeto de persuadirme á arriar la bandera y entregarnos porpue era inútil hacer sacrificar la gente, pero á una mirada mia él se retiró sin volver á aparecer". Un oficial inglés arrió la insignia e intentó izar una bandera blanca, pero Murature lo impidió. El oficial caído le disparó con su pistola pero la bala fue detenida por las monedas que llevaba en el cinturón. Antes que recibiera un segundo disparo, el capitán Vialardi desmayó a su oponente con un golpe en la cabeza.
Perdidas también las baterías de babor y sin oficialidad, ante la inevitable caída del buque Zurowski pasó con Murature, Vialardi y unos pocos marineros y soldados leales a la goleta Santa Clara, al mando de José Muratore.
Capturados sus principales buques, muerto Pitaluga, comandante del Chacabuco y alejada su nave, y desconfiando de sus oficiales y tripulación, una rápida junta de guerra resolvió volver a Buenos Aires.
Dos buques de la Escuadra de Buenos Aires, el Enigma y el 11 de Septiembre quedaron en poder de la Confederación, mientras que los otros cuatro buques volvieron a puerto. Un historiador afín a la provincia rebelde reconocería que "Es evidente que la ineptitud o la cobardia cuando menos se hallaban en el bergantin Enigma según los pormenores que refiere en su parte el Gefe de la Escuadra. La impericia de este sobre todo se hace notar por su mismo parte no menos que su incapacidad para mandar en un día de combate tantas fuerzas reunidas. La superioridad de la Escuadra de Buenos Aires sobre la enemiga era grande. Aquella tenía cuarenta piezas de artillería y esta solo diez y nueve. Es de notarse que ninguno de los Comandantes de los buques podía escusarse por falta de recursos ni de armas ni de municiones ni de personal pues todos los buques se hallaban abundantemente provistos de cuanto pudieran necesitar.
Entre tanto los buques enemigos en menor número se hallaban desprovistos de todo y mal artillados aunque es verdad que los tres vapores con que contaban daban á sus movimientos una rapidez superior y la facilidad de evitar los escollos que abundaban en el estrecho canal en que por la más grande impericia se habían colocado los buques de Buenos Aires espuestos á encallar en sus primeros movimientos y sin libertad ni espacio para maniobrar en un día de combate."
Tras la completa derrota y una carta poco diplomática que le dirigió a su superior el general Paz, Zurowski fue separado del mando, ordenándole la entrega inmediata del mando de los restos de la escuadra a Murature, quien se hizo cargo el 1 de mayo.
En 1855 emigró a Brasil, estableciéndose en Río Grande del Sur. El 3 de octubre de 1857 solicitó a ciudadanía brasilera y tras obtenerla se desempeñó como empleado del gobierno, siendo comisionado para explorar la navegabilidad del arroyo dos Ratos.
Se había dedicado también a tareas de agrimensura en los campos destinados a la colonización, siendo muy estimado por los inmigrantes polacos y alemanes, cuyos intereses a menudo defendió ante las autoridades locales. Eso le valió que el gobierno de la provincia le confiara en el  mismo mes de octubre la dirección y organización de la Colonia Santo Ângelo. No obstante no fue del agrado de los colonos, como se puso de manifiesto en un acta del 7 de noviembre de 1857, por lo cual en diciembre fue sustituido por el barón Karl Hermann von Kahlden. Entre 1863 y 1864 desempeñó similar función en la colonia de Santa Cruz. Posteriormente intervino en el relevamiento del río dos Sinos, desde la ciudad de San Leopoldo hasta la boca del río Guaíba.